# راجر مارشال
راجر مارشال (انگلیسی: Roger Marshall؛ زادهٔ ۹ اوت ۱۹۶۰) سیاست‌مدار اهل ایالات متحده آمریکا است که به عنوان سناتور ایالات متحده از کانزاس فعالیت می‌کند. وی از اعضای حزب جمهوری‌خواه است و پیش از این به عنوان نماینده مجلس آمریکا در کانزاس فعالیت می‌کرد.